# Hansken

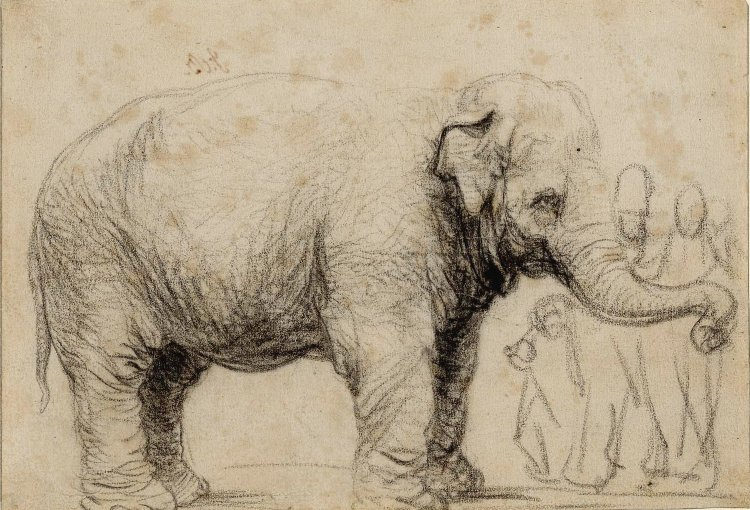
Hansken uwieczniona przez Rembrandta, 1637 (ze zbiorów British Museum)

Hansken (ur. 1630, zm. 9 listopada 1655) – słonica indyjska występująca w XVII-wiecznym objazdowym cyrku. Podróżując wraz ze swoim opiekunem po wielu europejskich krajach, zdobyła sobie sławę i stała się bohaterką kilku dzieł malarskich. Uwiecznił ją m.in. Rembrandt.

## Historia

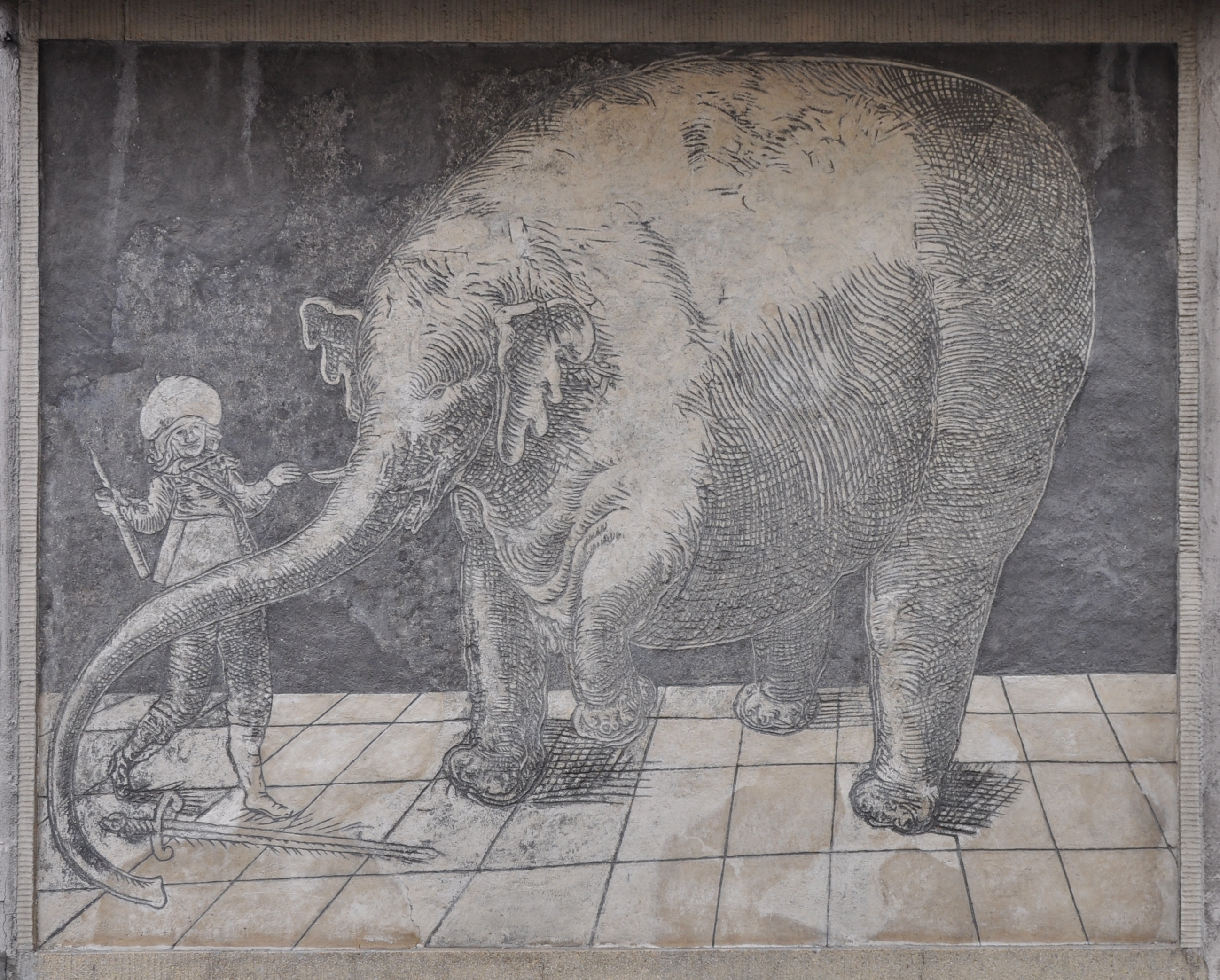
Hansken na sgraffito w Trzebiatowie, 1639

Przyszła na świat na Cejlonie w 1630. Została przewieziona na statku Holenderskiej Kompanii Wschodnioindyjskiej do Dżakarty, zaś stamtąd w 1633 przewieziono ją do Amsterdamu jako podarunek od władcy Cejlonu dla Fryderyka Henryka Orańskiego. Żywy słoń stał się w ówczesnym Amsterdamie wielkim wydarzeniem, a zaciekawione tłumy przychodziły do pałacu, aby go oglądać. Kłopotliwy podarek Fryderyk Henryk sprezentował swojemu kuzynowi, Mauritzowi Johanowi von Nassau-Siegen. Gdy ten w 1636 został mianowany gubernatorem Brazylii, sprzedał słonia za kwotę 8 tys. guldenów nieznanemu z imienia człowiekowi.
Nowy właściciel, znany odtąd jako "Pan Słonia", wyuczył słonicę, której nadano imię Hansken, 36 sztuczek, takich jak: maszerowanie z flagą w trąbie, podnoszenie pieniędzy, granie na bębnie, czyszczenie się miotłą, strzelanie z muszkietu i posługiwanie się rapierem. Słonica lubiła także pić piwo, a nawet mocniejsze trunki. Wraz ze swoją podopieczną przemierzał z odpłatnymi pokazami kraje zachodniej i środkowej Europy. W latach 1638–1640 przemierzyli Danię i kraje Rzeszy Niemieckiej. Informacja o wizycie słonia i jego opiekuna zanotowana została m.in. w 1639 w kronice pastora kościoła w Sarbi. W 1648 Hansken była atrakcją obrad w Münsterze, kończących wojnę trzydziestoletnią.
Nieprzyzwyczajona do europejskiego klimatu, nieodpowiednio karmiona i wyczerpana podróżami Hansken zaczęła chorować i ostatecznie padła 9 listopada 1655.

## Hansken jako inspiracja artystów

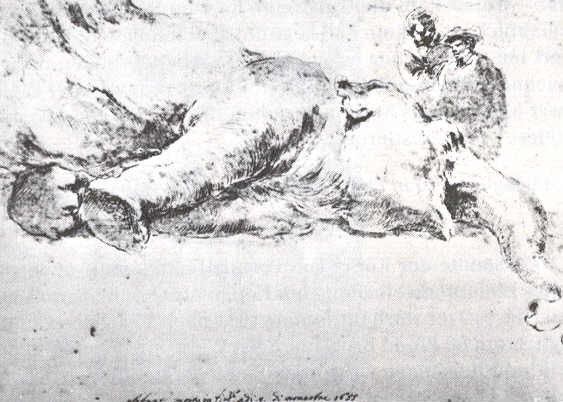
Martwa Hansken sportretowana przez Stefano della Bella, 1655

Żywy słoń był w ówczesnej Europie wielkim wydarzeniem i wzbudzał wielkie zainteresowanie w miejscach, gdzie dotarł ze swoim właścicielem. W Delfcie słonicę uwieczniano na kaflach piecowych, portretowali ją także wielcy artyści tamtych czasów, m.in. Rembrandt, Stefano della Bella i Herman Saftleven Młodszy. Na cześć Hansken nazwano holenderski statek "Biały Słoń", uczestniczący w bitwie pod Livorno.

## Słonica w Trzebiatowie
Na ścianie kamienicy nr 26 przy Rynku w Trzebiatowie zachowało się wykonane w 1639 i odkryte podczas prac renowacyjnych w 1914 sgraffito, przedstawiające słonicę i jej opiekuna. Dziś słonica ta jest jednym z symboli miasta.
Słonica Hansken była też inspiracją dla stworzenia w Trzebiatowie dwóch wizerunków słonia w formie graffiti. W lipcu 2013 roku przy ulicy Kamienieckiej mieszkańcy miasta, pod kierunkiem szczecińskiej grupy Junior Skład Family i Mad Skillz stworzyli wizerunek słonia. Na ścianie jednego z budynków powstała kopia oficjalnego logo Trzebiatowa, który kilka miesięcy wcześniej został zarejestrowany w Urzędzie Patentowym. Obok rysunku namalowane zostały napisy: "Miasto Czterech Kultur" oraz "Miasto Słonia".